# Cylisticus suberorum
Cylisticus suberorum là một loài chân đều trong họ Cylisticidae. Loài này được miêu tả khoa học năm 1931 bởi Verhoeff.